# Pycreus gracillimus
Pycreus gracillimus är en halvgräsart som beskrevs av Emilio Chiovenda. Pycreus gracillimus ingår i släktet Pycreus och familjen halvgräs. Inga underarter finns listade i Catalogue of Life.